# Georges Charpak
Georges Charpak (født Jerzy Charpak, 8. marts 1924, død 29. september 2010) var en polsk født fransk fysiker fra en jødisk familie, der modtog nobelprisen i fysik i 1992.